# Motolice thajská
Motolice thajská (Opisthorchis viverrini, Stiles et Hassal, 1896; anglicky Southeast Asian liver fluke) je parazit ze třídy motolic, který se lokalizuje v játrech a žlučových cestách člověka, psa a kočky, případně dalších rybožravých savců. Parazit se vyskytuje v Thajsku, Laosu a Kambodži. Vývojový cyklus motolice je složitý a zahrnuje 2 mezihostitele. Prvním mezihostitelem jsou plži rodu Bithynia, druhým jsou ryby z čeledi kaprovitých.

## Příbuzné druhy
- Clonorchis sinensis
- Opisthorchis felineus
- Opisthorchis noverca

## Historie
V roce 1911 Leips našel při pitvě dvou vězňů v severním Thajsku motolice, které identifikoval jako O. viverrini. O šest let později však Kerr (1916) uvádí, že 17% vězňů ze stejné lokality je infikováno druhem O. felineus. Teprve Sadun (1955) v padesátých létech porovnával všechny nálezy motolic z jater lidí ze severních oblastí Thajska a potvrdil, že se jedná o motolici thajskou. Dnes se již ví, že O. viverrini je hlavním původcem jaterní motoličnatosti u lidí nejen v Thajsku, ale i Laosu a Kambodži.

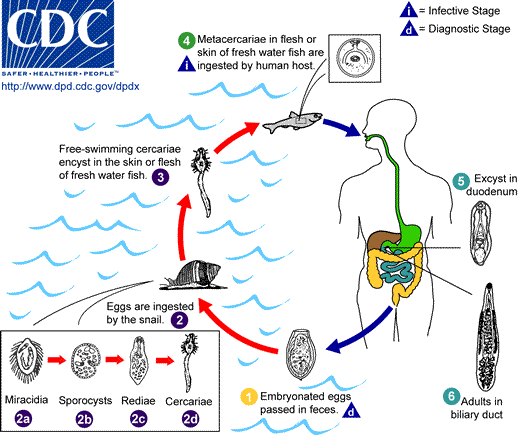
Vývojový cyklus O.viverrini